# Lycaeides idasoides
Lycaeides idasoides är en fjärilsart som beskrevs av Beuret 1934. Lycaeides idasoides ingår i släktet Lycaeides och familjen juvelvingar. Inga underarter finns listade i Catalogue of Life.